# Univerzální jazyk (informatika)
Univerzální neboli obecný jazyk je v informatice počítačový jazyk, který je široce použitelný napříč aplikačními doménami, a postrádá specializované funkce pro konkrétní doménu. Je to protipól doménově specifického jazyka (DSL), který se specializuje na konkrétní doménu aplikace (oblast použití).
Obecné jazyky se dále dělí podle druhu jazyka a zahrnují:
- Univerzální značkovací jazyky, jako je XML, HTML, PostScript aj.,[2]
- Univerzální modelovací jazyky, jako je Unified Modeling Language (UML), Express, Gellish aj.,[3]
- Univerzální programovací jazyky, jako jsou C, Java, PHP nebo Python.[4] Obecný programovací jazyk také neobsahuje jazykové konstrukce určené k použití v konkrétní doméně aplikace. Tento termín a obecný jazyk se také užívají jako synonyma.